# 美術學院派建築

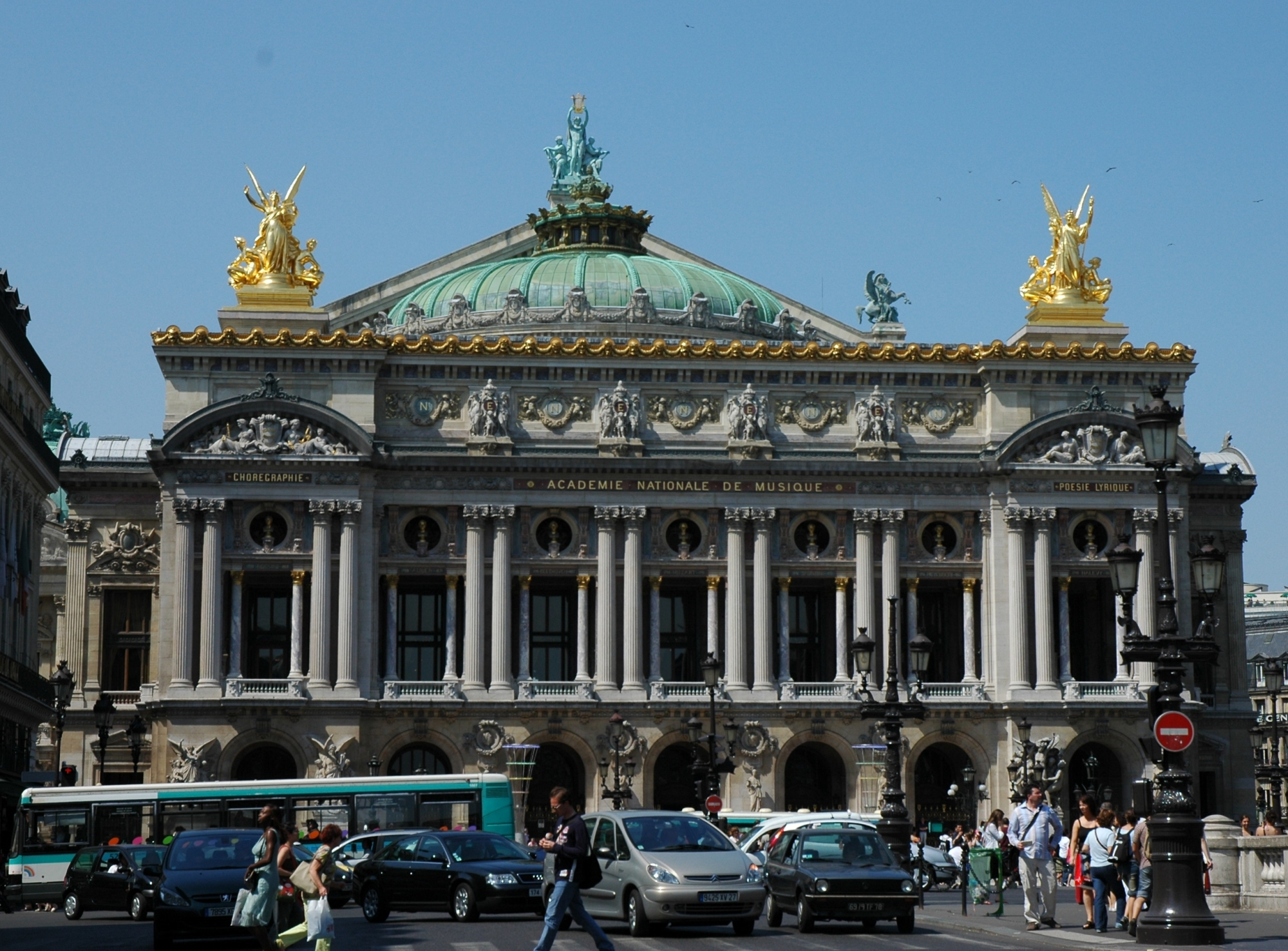
巴黎歌劇院（1875年）屬於布雜藝術風格

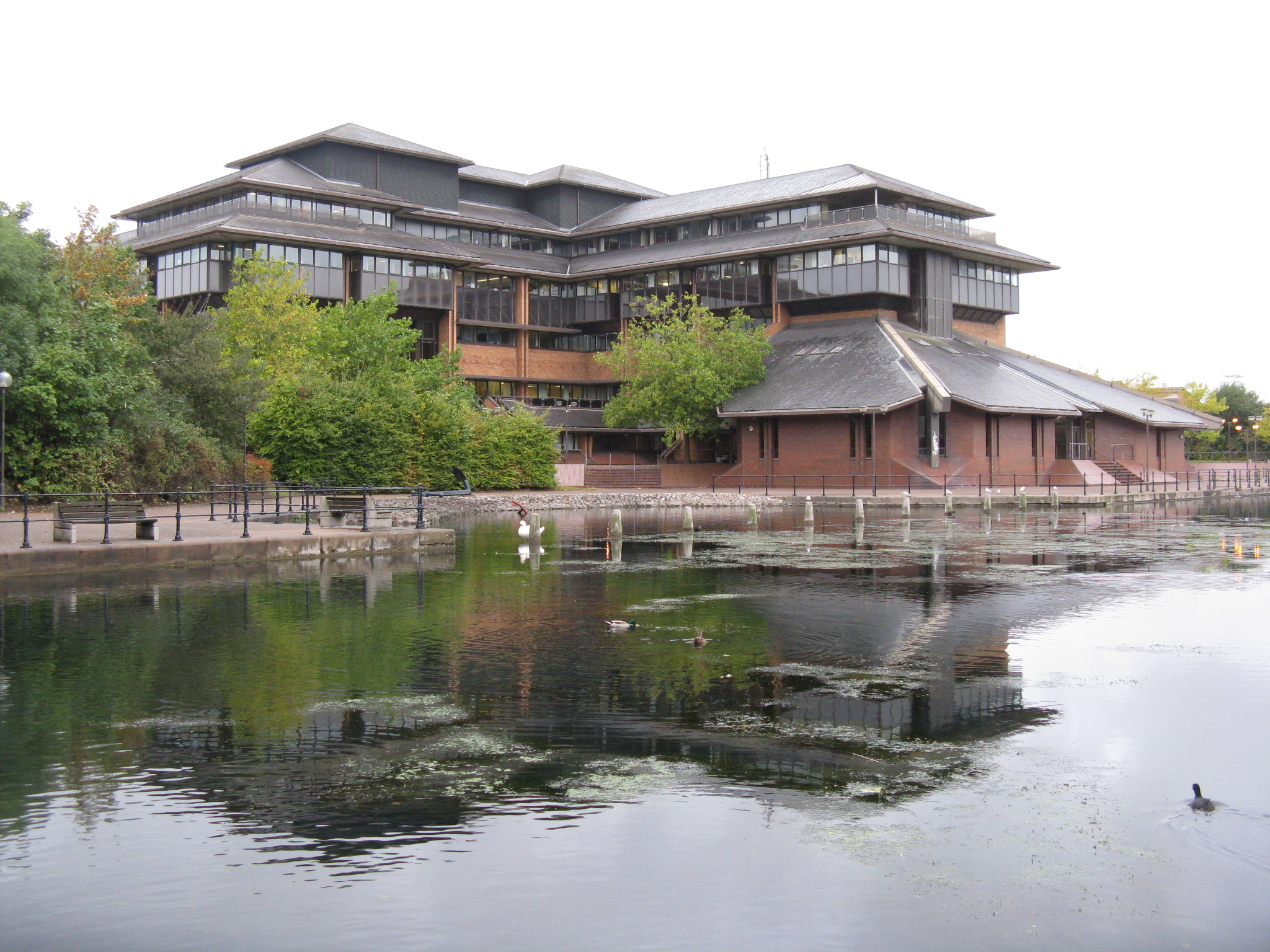
卡迪夫议会大楼

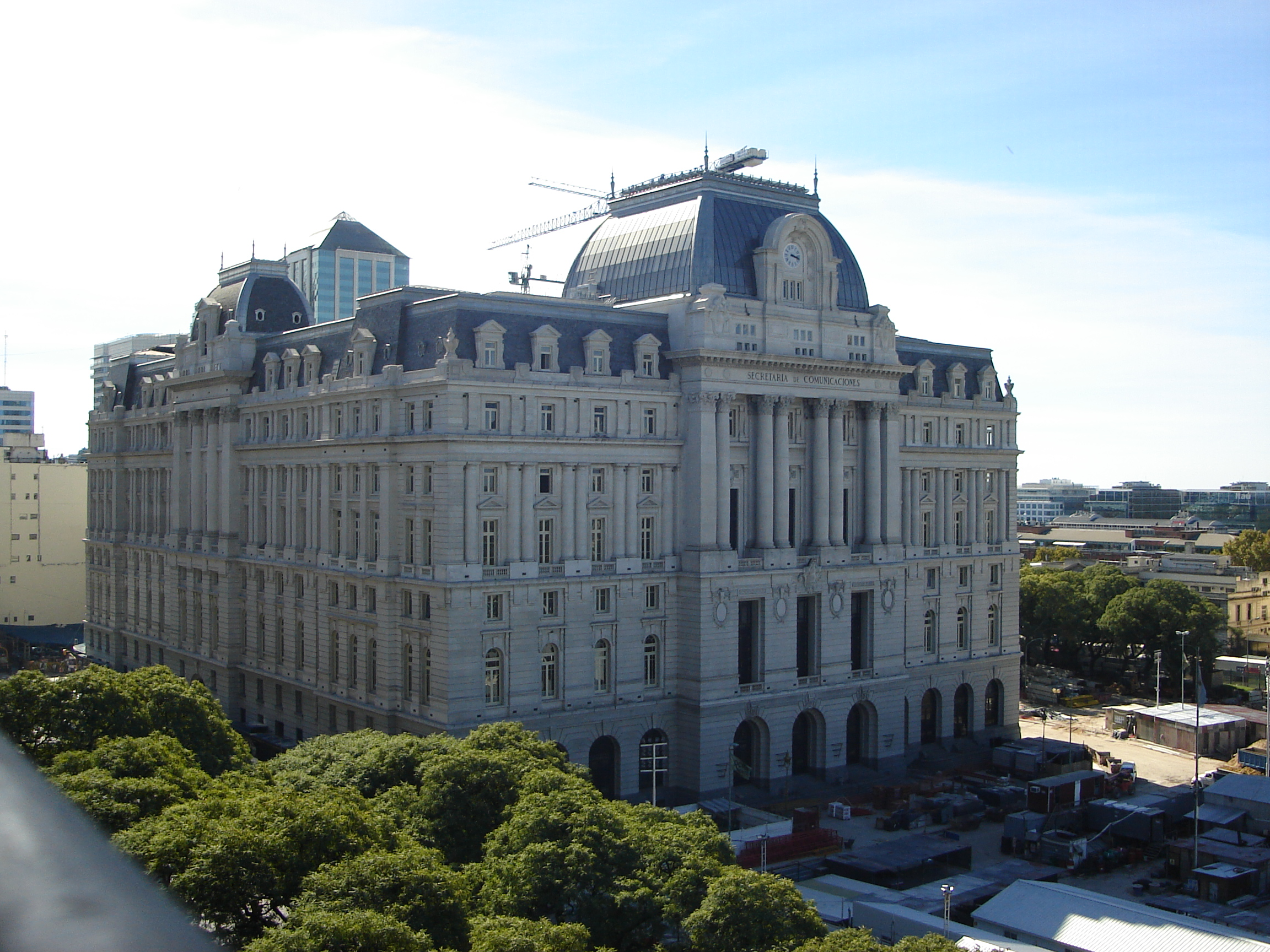
阿根廷文化中心

美術學院派建築（Style Beaux-Arts /ˌboʊˈzɑːr/；法語：[bozaʁ]），或音譯為布雜藝術建築，是一种由巴黎法國美术学院教授的，学院派的新古典主义建筑晚期流派。它是一种混合型的建筑艺术形式，主要流行于19世纪末和20世纪初，其特点为重新组合古罗马、古希腊的建筑风格，部分建筑运用夸张的法式曼萨德屋顶。强调建筑的宏伟、对称、秩序性，多用于大型纪念建筑。